# Кревелевка (Лубенский район)
Кревелевка (укр. Кревелівка) — село,
Березовский сельский совет,
Лубенский район,
Полтавская область,
Украина.
Код КОАТУУ — 5322880302. Население по переписи 2001 года составляло 110 человек.

## Географическое положение
Село Кревелевка находится на расстоянии в 0,5 км от сёл Тотчино, Кучеровка и в 1,5 км от села Березовка.